# 에밀 뱅베니스트
에밀 뱅베니스트(프랑스어: Émile Benveniste, 1902년 5월 27일 ∼ 1976년 10월 3일)는 프랑스의 언어학자로 인도유럽어 비교언어학, 일반언어이론, 언어인류학을 주로 연구했다. 18권의 저서와 291편의 논문, 300편 이상의 서평을 남겼다.

## 생애
뱅베니스트는 오스만 제국 알레포의 스파라드 유대인 가정에서 태어났다. 그의 부모는 세계 유대 동맹(UIA) 소속 교사였으며, 랍비가 되라는 아버지의 뜻을 따라 UIA의 지원으로 파리의 건너가 현지의 유대 학교에서 종교학을 공부했다. 그러나 학교를 졸업한 후 파리 대학교로 진학하면서 종교학을 포기하고 문학을 공부했다. 이후 그를 눈여겨 본 실뱅 레비의 추천으로 언어학자이자 언어학자 페르디낭 드 소쉬르의 제자인 앙투안 메이예의 제자가 되었다. 그는 스승 메이예의 권유로 페르시아어 연구를 하면서 언어학에 발을 들여놓았다. 공부 도중에 1925년에 프랑스 외인부대에 입대하였으며, 모로코에 배치되어 리프 전쟁에 참전했다. 1927년에 전역 후 프랑스 국적을 취득했다.
같은 해에 고등연구실습원에서 교편을 잡았으며, 1935년에 파리 대학교에서 《인도유럽어 명사 형성법의 기원》(Origines de la Formation des Noms indo-européens)이라는 논문으로 박사 학위를 받았다. 1937년에 콜레주 드 프랑스의 교수, 교내의 일반언어학-비교문법 연구 위원회의 위원장을 지냈다. 이후에도 파리 대학교에서 교편을 잡으면서 1959년에는 폴란드 과학 아카데미 회원으로, 1960년에는 금석문 및 문학 아카데미 회원으로 선출되었다. 이후 1969년 뇌졸중에 걸려 교수직을 사임했다. 그러나 같은 해에 학술 활동에 복귀하였고, 국제 기호학 협회 초대 회장으로 선출되어 1972년까지 역임했다.
1976년 파리에서 74세의 나이로 세상을 떠났다.

## 업적
그는 고대 페르시아어, 오세트어, 소그드어, 아베스타어, 아르메니아어 등의 언어를 연구했다. 여기에서 출발해 그는 본격적으로 인도유럽어 비교문법을 연구했다. 1948년에 발표한 《인도유럽어의 행위자 명사와 행위 명사》(Noms d'agent et noms d'action en indo-européen)는 20세기 인도유럽어 비교문법에 있어서 가장 훌륭한 저술로 평가받고 있다.
인도유럽어 비교문법의 연구가 진척되고 다양한 언어 사실을 접촉하면서 그의 관심은 일반언어이론으로 기울어진다. 언어가 사회적 사실이라는 점에 착안해, 언어기호의 상징성과 문화, 사회의 의미론 문제에 관심을 가지고 이러한 관점에서 언어 연구를 시도한다. 여기에 바탕을 두고 그는 인도유럽어의 제도 어휘의 형성과 조직을 《인도유럽어 제도 어휘 1: 경제, 친족관계, 사회》(Le vocabulaire des institutions indo-européens, 1: Economie, parenté, société), 《인도유럽어 제도 어휘 2: 권력, 법, 종교》(Le vocabulaire des institutions indo-européens, 2: pouvoir, droit, religion)(1969)에서 논의했다. 이 저서는 비교문법에 있어서 그 가치를 아직 잘 평가할 수 없을 만큼 뛰어난 저서일 뿐만 아니라, 언어 연구를 통하여 고대 인도 유럽 사회의 제도와 그 구조를 재현하려는 그의 깊은 인류학적 관심을 엿볼 수 있다.